# Rolling Hills (Wyoming)
Pour les articles homonymes, voir Rolling Hills.
La ville de Rolling Hills est située dans le comté de Converse, dans l’État du Wyoming, aux États-Unis. Lors du recensement de 2010, sa population s’élevait à 440 habitants.

## Source
- (en) Cet article est partiellement ou en totalité issu de l’article de Wikipédia en anglais intitulé « Rolling Hills, Wyoming » (voir la liste des auteurs).